# Daemon (album)
Daemon je šesti studijski album norveškog black metal-sastava Mayhem. Prvi je uradak skupine koji je objavio veći izdavač; diskografska kuća Century Media Records objavila ga je 25. listopada 2019. na digitalnim platformama. Objava fizičkih primjeraka odgođena je do 8. studenoga 2019. zbog problema tijekom izrade.

## O albumu
Skupina je počela snimati pjesme za Daemon ubrzo nakon završetka turneje De Mysteriis Dom Sathanas Alive, kojom je odala počast svojem istoimenom debitantskom studijskom albumu i tijekom koje su članovi sastava uživo izvodili sve pjesme s tog uratka; određeni su recenzenti izjavili da je ta turneja utjecala na sam album.

## Popis pjesama
| 1.    | »The Dying False King«             | Teloch       | Teloch | 3:45 |
| 2.    | »Agenda Ignis«                     | Teloch       | Teloch | 4:34 |
| 3.    | »Bad Blood«                        | Necrobutcher | Ghul   | 4:58 |
| 4.    | »Malum«                            | Hellhammer   | Ghul   | 5:05 |
| 5.    | »Falsified and Hated«              | Teloch       | Teloch | 5:48 |
| 6.    | »Aeon Daemonium«                   | Teloch       | Teloch | 6:03 |
| 7.    | »Worthless Abominations Destroyed« | Teloch       | Teloch | 3:48 |
| 8.    | »Daemon Spawn«                     | Teloch       | Teloch | 6:02 |
| 9.    | »Of Worms and Ruins«               | Ghul         | Ghul   | 3:48 |
| 10.   | »Invoke the Oath«                  | Attila       | Teloch | 5:33 |
| 49:24 |                                    |              |        |      |

| Dodatne skladbe s ograničenog izdanja | Dodatne skladbe s ograničenog izdanja | Dodatne skladbe s ograničenog izdanja | Dodatne skladbe s ograničenog izdanja | Dodatne skladbe s ograničenog izdanja | Dodatne skladbe s ograničenog izdanja | Dodatne skladbe s ograničenog izdanja | Dodatne skladbe s ograničenog izdanja | Dodatne skladbe s ograničenog izdanja | Dodatne skladbe s ograničenog izdanja |
| Br.                                   | Skladba                               | Tekstopisac                           | Skladatelj                            | Trajanje                              |                                       |                                       |                                       |                                       |                                       |
| ------------------------------------- | ------------------------------------- | ------------------------------------- | ------------------------------------- | ------------------------------------- | ------------------------------------- | ------------------------------------- | ------------------------------------- | ------------------------------------- | ------------------------------------- |
| 11.                                   | »Everlasting Dying Flame«             | Teloch                                | Teloch                                | 5:52                                  |                                       |                                       |                                       |                                       |                                       |
| 12.                                   | »Black Glass Communion«               | Ghul                                  | Ghul                                  | 4:25                                  |                                       |                                       |                                       |                                       |                                       |
| 59:41                                 |                                       |                                       |                                       |                                       |                                       |                                       |                                       |                                       |                                       |

## Recenzije
| Zbirne ocjene    | Zbirne ocjene |
| Izvor            | Ocjena        |
| ---------------- | ------------- |
| Metacritic       | 69/100        |
| Recenzije        |               |
| Izvor            | Ocjena        |
| Blabbermouth.net | 9/10          |
| Exclaim!         | 8/10          |
| Metal Hammer     | [ 9 ]         |
| Sputnikmusic     | 3/5           |

Dobio je uglavnom pozitivne i podijeljene kritike. Na Metacriticu, sajtu koji prikuplja ocjene recenzenata raznih publikacija i na temelju njih uratku daje prosječnu ocjenu od 0 do 100, uradak je na temelju 6 recenzija osvojio 69 bodova od njih 100, što označava „uglavnom pozitivne kritike”.
U osvrtu za Metal Hammer Dean Brown dao mu je četiri i pol boda od njih pet i usporedivši ga s debitantskim albumom De Mysteriis Dom Sathanas i nazvavši ga „gotovo besprijekornim”. Jon Hadusek dao mu je ocjenu A- (-5) pišući za Consequence i izjavio je da spada „među najbolje snimljene uratke” sastava.
Pišući za Blabbermouth.net, Jay H. Gorania dao mu je devet od deset bodova zaključivši kako je „'Daemon' dovoljan dokaz da su gospoda u MAYHEMU kraljevi black metala”. U recenziji za Exclaim! Jack Kelleher izjavio je da „obožavatelji black metala i Mayhema ne bi smjeli zanemariti taj album” premda „nije intrigantan kao (...) njegov pustolovni prethodni album (Esoteric Warfare)”. Dao mu je osam bodova od njih deset.
Sputnikmusic je bio manje naklonjen albumu; recenzent je izjavio da je uradak „zabavan”, ali da pjesme „nisu toliko pogodne za višestruka slušanja” te da „djeluje neznatno u usporedbi s albumom koji je sve započeo”. Dao mu je tri boda od njih pet.

## Zasluge
| Mayhem - Attila – vokali - Ghul – gitara - Hellhammer – bubnjevi - Necrobutcher – bas-gitara - Teloch – gitara, produkcija | Ostalo osoblje - Tore Stjerna – produkcija, tonska obrada, miksanje - Marco Salluzzo – tonska obrada - Thomas Johansson – masteriranje - Daniele Valeriani – ilustracije, omot albuma - Ester Segarra – fotografija |